# Cuesta la Bana
Cuesta la Bana (en asturiano: La Vana) es una casería española de la parroquia de Piñera, perteneciente al municipio de Cudillero, en la comunidad autónoma de Asturias.

## Toponimia
El lugar puede encontrarse referido como Cuesta la Bana, La Vana y Vana.

## Demografía
En 2023, la entidad singular de población de Cuesta la Bana tenía empadronados 32 habitantes, todos ellos en el núcleo de población de ese nombre.